# Auslandsbischof der Evangelischen Kirche in Deutschland
Auslandsbischof ist die Bezeichnung für den Leiter der Hauptabteilung III Ökumene und Auslandsarbeit beim Kirchenamt der EKD, der die Amtsbezeichnung „Bischof“ trägt. Er ist per Amt einer der Vizepräsidenten des Kirchenamtes und Leiter des Amtes der UEK (Union Evangelischer Kirchen) im Kirchenamt. Seit Juli 2025 übt Frank Kopania dieses Amt aus.
Der Auslandsbischof betreut weltweit etwa 140 mit der EKD verbundene deutschsprachige Gemeinden auf allen Kontinenten und hält Kontakt zu Partnerkirchen der EKD weltweit.
Bereits Theodor Heckel, der Leiter des Außenamtes der Deutschen Evangelischen Kirche in der NS-Zeit, führte ab 1934 den Bischofstitel. Martin Niemöller lehnte dagegen den Titel ab und fungierte nur als Präsident des (seinerzeit noch vom Kirchenamt der EKD getrennten) Kirchlichen Außenamts. Sein Nachfolger Adolf Wischmann fühlte sich zwar als Bischof, verzichtete aber aus Respekt vor Niemöller ebenfalls auf den Titel. Erst Heinz Joachim Held, der dritte Präsident des Kirchlichen Außenamts, erhielt im Zuge der Zusammenlegung des Kirchlichen Außenamtes mit dem Kirchenamt der EKD im Jahr 1991 auf Beschluss des Rats der EKD den Titel Bischof.

## Amtsinhaber
- Martin Niemöller (1945–1955)
- Adolf Wischmann (1956–1974)
- Heinz Joachim Held (1975–1993)
- Rolf Koppe (1993–2006)
- Martin Schindehütte (2006–2013)
- Petra Bosse-Huber (2014–30. Juni 2025)
- Frank Kopania (seit 1. Juli 2025)